# Starnieuws
Starnieuws is een Surinaamse nieuwswebsite die 24 uur per dag 7 dagen per week nieuws brengt. Er worden ook redactionele artikelen en video's geplaatst.
Eigenaar van Starnieuws is Network Star Suriname N.V. (NSS). De oprichters van Network Star Suriname zijn de journalist Nita Ramcharan en de advocaat Humphrey Schurman. De hoofdredacteur van Starnieuws is Nita Ramcharan.